# Lőwy Dániel
Lőwy Dániel (Kolozsvár, 1953. október 10. –) vegyészkutató, tudományos főmunkatárs, tudományos igazgató, egyetemi tanár, helytörténész. Apja Lőwy Károly (1925–2018) kolozsvári gyermekgyógyász főorvos, esszéíró. Édesanyja, Lőwy Naschitz Maya (1927–2012) idegen nyelvek tanára, meseíró, emlékíró.

## Életútja
Középiskolai tanulmányait szülővárosában, a 11-es sz. Líceumban végezte, majd szintén Kolozsvárott, a Babeș–Bolyai Tudományegyetemen (BBTE) szerzett vegyész kutatói és tanári oklevelet (1977). Pályáját az aradi Műtrágya Kombinátban (ARCHIM) kezdte vegyész beosztásban, 1978-ban a kolozsvári Farmec kozmetikai gyárban a műszeres analízis laboratórium vezetője lett (1978–81), innen a kolozsvári egyetemre ment tanári és tudományos munkatárs beosztással. A szerves elektroszintézis területén elért eredményeiért a Román Akadémia Nicolae Teclu díjának 1985. évi kitüntetettje. A romániai rendszerváltás után egyetemi adjunktusnak nevezték ki; magyar nyelven tanított elektrokémiát és reakció kinetikát. 1989 után a Kolozsváron megjelenő EMT-Info (az Erdélyi Műszaki Társaság alkalmi kiadványa) szerkesztőbizottságának tagja. 1991-ben a BBTE-n fizikai kémiából doktorált (kutatási témája: az aktivált olefinek elektroredukálása, diplomavezető professzora Liviu Oniciu volt), 1996-ban pedig a West Virginia Universityn analitikai kémiában szerzett PhD fokozatot (tematikája: két-terminálos molekula méretű potenciometriás szenzokok, Harry O. Finklea professzor vezetésével). Négy évig a University of Memphis (Memphis, Tennessee) kinevezett tanára. Mintegy 110 kémiai szakközleménye jelent meg, többek között a Nature Biotechnology, Nature Plants, Journal of American Chemical Society, Journal of Power Sources, Energy & Environmental Science és a Renewable and Sustainable Energy Reviews című szaklapokban. Két szakkönyvét és tizenegy könyvfejezetét adták ki, nyolc lajstromozott szabadalom társszerzője. ISI hivatkozásainak összesített száma meghaladja a 3000-et, Hirsch-tényezője: 24, a cikkeire történt hivatkozások átlaga: 34,2. Az American Journal of Applied Chemistry (AJAC, ISSN 2330-8753) szerkesztőbizottsának tagja. 
Közel két évtizeden át, 2000–2017 között Washingtonban élt, ahol a Haditengerészeti Kutatóintézet (US Naval Research Laboratory) tudományos főmunkatársa (2000–2008), 2008–2010 között a BAE Systems vezető elektrokémikusa, majd a Marylandi Egyetem tudományos főmunkatársa, a FlexEl, LLC galvánelem fejlesztő cég projektvezetője, valamint a Virginia állambeli Alexandria Nova Egyetem professzora, a Maryland állambeli Montgomery College (Rockville), illetve a Community College of Baltimore County (Catonsville) docense volt. A Budapesten kiadott Panoráma magazin folyóirat tudósítója és A Dunánál c. művelődési folyóirat főmunkatársa volt, a New Yorkban megjelenő Amerikai Magyar Népszava művelődési rovatvezetője, 2006–2007 között a Washingtoni Magyar Klub társelnöke, majd az elnöke (2007. december – 2009. január), a 2009. évtől pedig a klub tanácsadó testületének tagja. 2018-tól Budapesten a VALOR HUNGARIAE Zrt. tudományos igazgatója, találmányok termékké történő kifejlesztésével és piaci értékesítésével foglalkozik. 2022-től a Nemzeti Innovációs Ügynökség tudományos igazgatója. Ebben a minőségében innovációs pályázatokkal és edukációs programokkal foglalkozik. 2024. augusztusában kinevezték az Óbudai Egyetem kutatási professzorának. 2020–2023 között a DRC Sustainable Future c. szakfolyóirat főszerkesztője. Szakmai tevékenységéről Ágoston Hudó készített interjút az Új Hétben. Lánya, Lőwy Alice-Aletta a Marylandi Egyetem közgazdaságtan karán szerzett oklevelet, a Vectorworks építészeti szoftver cég marketing igazgatója. A 2023. évben a Baltimore-i Johns Hopkins Egyetemen szerzett MBA fokozatot.
Az irodalmi műveltséget a reál tudománnyal párosító – a „két kultúrát” együtt láttató – tanulmányaival a Korunkban tűnt fel (Szász János értékelése). A természettudományok és humaniórák iránti kettős elkötelezettségét később Bächer Iván méltatta. Több mint 200 magyar nyelvű írása jelent meg. Ismeretterjesztő tanulmányait a Korunk Évkönyv, a bukaresti Ifjúmunkás, a kolozsvári Firka és az aradi Szövétnek közölték. Kultúrtörténeti tanulmányait, tudományos ismeretterjesztő írásait, esszéit és szakmai interjúit romániai, magyarországi, USA-beli és kanadai folyóiratokban és évkönyvekben publikálta, a holokauszt kolozsvári túlélőivel készült beszélgetései Torontóban és Budapesten jelentek meg. Kőbe írt Kolozsvár című kötete (társszerzők: Asztalos Lajos és Demeter V. János, Kolozsvár: NIS Kiadó, 1996) a város feliratos emlékeit ismerteti. A téglagyártól a tehervonatig (Kolozsvár: Erdélyi Szépmíves Céh, 1998) című kötete a kolozsvári zsidóság történetét mutatja be, a kezdetektől a világháborús pusztulásig. E monográfia jelentősen bővített változata, a Kálváriától a tragédiáig. Kolozsvár zsidó lakosságának története címen jelent meg, Schvarcz Réka és Szőcs Géza közreműködésével (Koinónia Kiadó, Kolozsvár, 2005). Szerzőként vagy társszerzőként hat fejezettel járult hozzá A magyarországi holokauszt földrajzi enciklopédiája c. munkához (szerkesztő: Randolph L. Braham, Budapest, 2007). Ennek Szatmár vármegyét ismertető fejezetét Hegyi Ágnessel írta.
2015-ben megjelent Az úri város zsidó lakosai. A nagyváradi zsidóság története című könyve. Sárga csillag Kolozsváron. Kortanúk emlékezései c. interjú- és dokumentumkötetét, amelyben a második világháború kortanúit szólaltatja meg, a kolozsvári Koinónia Könyvkiadó adta ki 2017-ben. A könyv második, kiegészített kiadása 2024-ben jelent meg és jelentős médianyilvánosságot kapott E köteteihez kapcsolódó tanulmánya, A vészkorszak kolozsvári tanúságtevői címmel a Múlt és Jövő Kiadó gondozásában jelent meg 2017-ben.
További kötetei: Két világ között. Publicisztikai írások, esszék, tanulmányok, megemlékezések. (Kolozsvár: Világhírnév Kiadó, 2012.)  és Károlyka gróf díszfogata. Gr. Teleki Károly emlékei a Sáromberkén eltöltött gyermekkoráról. (Kolozsvár: Világhírnév Kiadó, 2013.)
Szakmai pályafutásáról Ágoston Hugó készített vele interjút az Új Hétben.
Bíró József művészettörténész, a nagybányai iskola festőművésze hagyatékának kurátora. 2021. májusában megnyitotta a kolozsvári Művészeti Múzeumben rendezett kiállítást, 2022. július 10-én pedig Nagyváradon a Zsidó Történeti Múzeumban rendezettet. Végül, 2023. július 9-én a Bíró-hagyaték a kolozsvári zsidó hitközség művelődési központjába került. A Biró-galéria felavatásán részt vett Adam Biró, az adományozó és a családja.
Meghívottként előadást tartott a Páva utcai Holokauszt Emlékközpont Jákob sátrai, Izrael hajlékai témájú helytörténeti konferencián Holokauszt Emlékközpont (hdke.hu). „Mi a magyarokat vártuk, de nem ezeket a magyarokat!” című előadása Nagyvárad zsidó lakosságának a második bécsi döntés utáni, a katonai közigazgatás ideje alatti sorsát adatolta (2023. április 17–18.)